# الهروب إلى السجن (مسلسل)
الهروب إلي السجن هو مسلسل تليفزيوني مصري عُرض أول مرة سنة 1987، من بطولة صلاح ذو الفقار، ومن تأليف محمد جلال عبد القوي وإخراج عبد العزيز السكري.

## الأحداث
تدور أحداث المسلسل في قالب من التشويق والإثارة حول المستشار عبد الحميد (صلاح ذو الفقار) الذي ينظُر في قضية متهم بجلب مخدرات داخل البلاد، المتهم هو الدكتور مصطفى (أحمد مرعي) الذي مع عودته من السفر تتبدل حقيبته مع حقيبة أخرى مليئة بالهيروين، والذي ضُبط وهذه الحقيبة معه.

## الشخصيات الرئيسية
- صلاح ذو الفقار
- أحمد مرعي
- إلهام شاهين
- عبد المنعم إبراهيم
- أحمد بدير
- عبد العزيز مخيون
- كمال أبو رية
- إبراهيم نصر
- أحمد فؤاد سليم
- ندي بسيوني
- ناهد رشدي
- عبده الوزير